# Trachelospermum
Trachelospermum es un género con 15 especies de lianas perennes pertenecientes a la familia Apocynaceae, nativo del sur y este de Asia (14 especies) y sudeste de Norteamérica (una especie), T. difforme). 

## Descripción
Tienen largos tallos trepadores que alcanzan los 12 m de altura en los árboles. Las hojas son opuestas, simples, lanceoladas o ovadas de 2-8 cm de longitud y  0.5-4 cm de ancho. Las flores son simples con cinco pétalos blancos, amarillo pálido o púrpura que se unen en la base para formar un tubo.  

## Taxonomía
El género fue descrito por Charles Lemaire y publicado en Jardin Fleuriste 1, pl. 61. 1851 La especie tipo es:  Trachelospermum jasminoides

## Especies seleccionadas
- Trachelospermum asiaticum
- Trachelospermum assamense
- Trachelospermum axillare
- Trachelospermum bodinieri
- Trachelospermmum brevistylum
- Trachelospermum difforme
- Trachelospermum dunnii
- Trachelospermum jasminoides
- Trachelospermum lanyuense
- Trachelospermum lucidum
- Trachelospermum mandienum
- Trachelospermum nitidum